# Grimaldiïta
La grimaldiïta és un mineral de la classe dels òxids. Rep el nom en honor de Frank Saverio Grimaldi (11 d'octubre de 1915 - Vienna, Virgínia, EUA, abril de 1985), antic químic en cap de la US Geological Survey.

## Característiques
La grimaldiïta és un òxid de fórmula química CrO(OH). Cristal·litza en el sistema trigonal. La seva duresa a l'escala de Mohs es troba entre 3,5 i 4,5. Com passa amb altres espècies minerals crom de la localitat del riu Merume, com ara la bracewellita, la guyanaïta i la mcconnellita, aquesta espècie no està present universalment en tots els exemplars i cal analitzar els exemplars.
Segons la classificació de Nickel-Strunz, la grimaldiïta pertany a «04.FE - Hidròxids (sense V o U) amb OH, sense H₂O; làmines d'octaedres que comparetixen angles» juntament amb els següents minerals: amakinita, brucita, portlandita, pirocroïta, theofrastita, portlandita, pirocroïta, bayerita, doyleïta, gibbsita, nordstrandita, boehmita, lepidocrocita, heterogenita, feitknechtita, litioforita, quenselita, ferrihidrita, feroxihita, vernadita i quetzalcoatlita.

## Formació i jaciments
Va ser descoberta al riu Merume al seu pas per Kamakusa, a la regió de Cuyuni-Mazaruni (Guyana). També ha estat descrita a Bolívia, el Canadà, Rússia, la República Popular de la Xina i Austràlia.